# Vizconde de Taunay

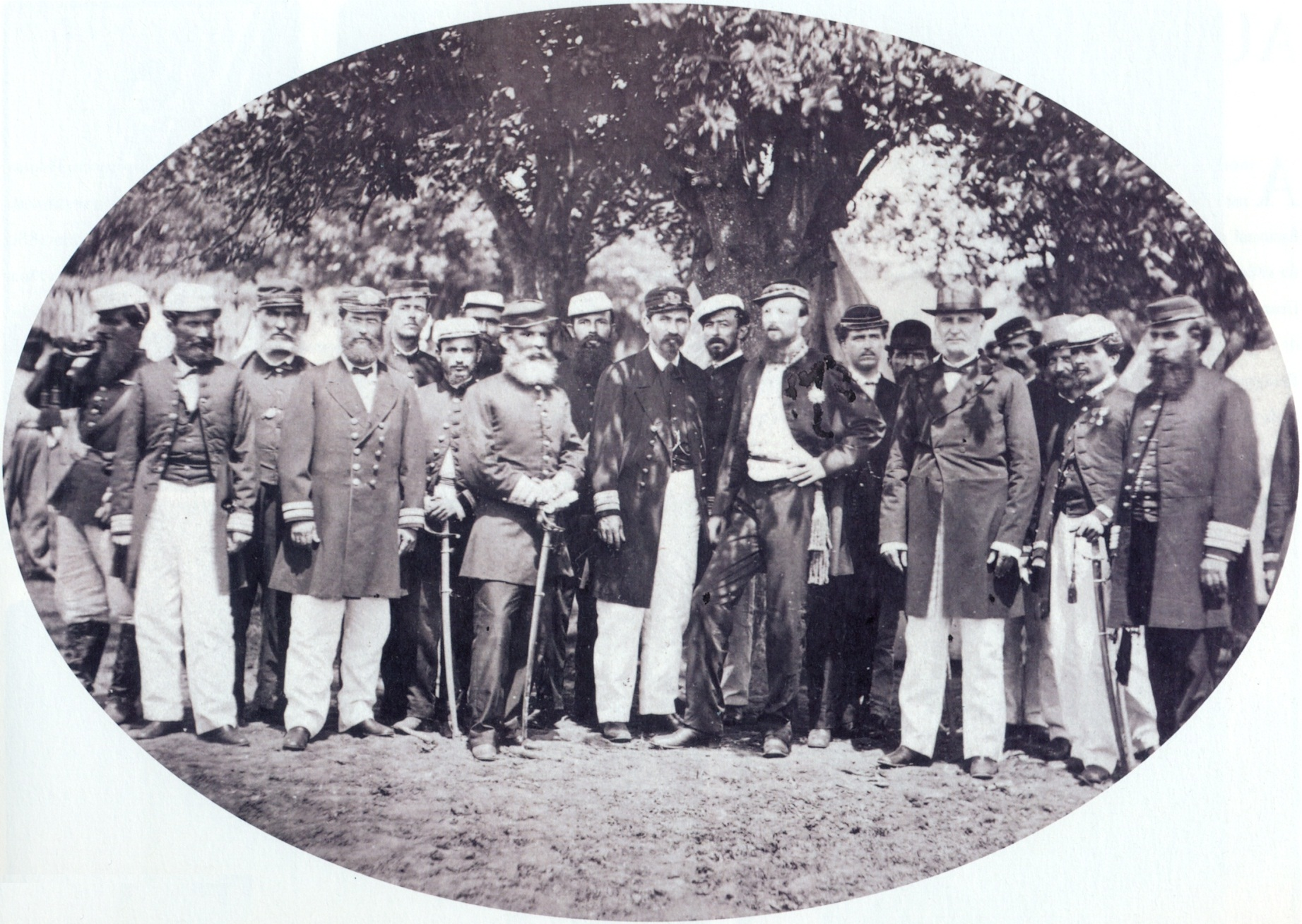
Gastón de Orleans, conde de Eu, (con la mano en la cintura al centro a la derecha). A su izq., José Paranhos, futuro Vizconde de Río Branco, y entre ambos, el Vizconde de Taunay, junto con oficiales brasileños durante la Guerra de la Triple Alianza contra Paraguay.

Blasón del vizconde de Taunay, con las mismas armas francesas de las familias Escragnolle (1.º y 4.º cuarteles) y Taunay (2.º y 3.º cuarteles).

Alfredo Maria Adriano d'Escragnolle Taunay, primer y único vizconde de Taunay (Río de Janeiro, 22 de febrero de 1843 - Río de Janeiro, 25 de enero de 1899) fue un noble, escritor, ingeniero militar, político, sociólogo, historiador, músico y artista plástico brasileño.

## Familia y formación
Alfredo Taunay nació en una familia aristocrática de origen francés en Río de Janeiro. Su padre, Félix Émile Taunay, era pintor, profesor y director de la Academia Imperial de Bellas Artes y su abuelo paterno fue el pintor francés Nicolas Antoine Taunay. Su madre, Gabriela Hermínia Robert d'Escragnolle Taunay, fue una dama de la alta sociedad brasileña y era hija del conde d'Escragnolle y hermana del barón d'Escragnolle.
Después de obtener el bachillerato de literatura en el Colegio Pedro II en 1858 a los quince años de edad, estudió física y matemática en el Colegio Militar de Río de Janeiro, obteniendo también el bachillerato en Matemáticas y Ciencias Naturales en 1863.
Se casó con Cristina Teixeira Leite, hija del barón de Vassouras, nieta del primer barón de Itambé y sobrina nieta del barón de Aiuruoca. Su hijo fue el historiador Afonso d'Escragnolle Taunay, miembro fundador de la Academia Brasileña de Letras.

## Guerra de la Triple Alianza y carrera política

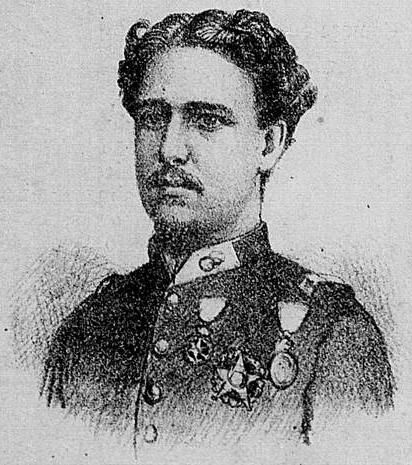
Alfredo d'Escragnolle Taunay, en el nro. 110 de A Vida Fluminense (1870).

Taunay participó en la Guerra de la Triple Alianza contra Paraguay como ingeniero militar, de 1864 a 1870. A partir de esta experiencia escribió varios libros de memorias, crónicas, novelas y cuentos. Entre ellos A retirada da Laguna, inspirado en el episodio conocido como Retirada de Laguna, en el marco de la campaña del Mato Grosso.
Al regresar a Río de Janeiro, dictó clases en el Colegio Militar y a la vez inició su carrera como político del Segundo Imperio. Obtuvo el puesto de mayor en 1875. Fue elegido a la Cámara de Diputados por la provincia de Goiás en 1872, cargo para el cual fue reelecto tres años más tarde.
El 26 de abril de 1876, fue nombrado presidente de la provincia de Santa Catarina, cargo que ejerció desde el 7 de junio de 1876 hasta el 2 de enero de 1877, cuando lo transfirió al vicepresidente Hermínio Francisco do Espírito Santo, quien presidió la provincia por apenas un día. El 1 de enero de 1877 inauguró durante su mandato el monumento a los héroes catarinenses de la Guerra de la Triple Alianza, en el Largo do Palácio, actual Plaza Quinze de Novembro.
En desacuerdo con la caída del Partido Conservador, se retiró de la vida política en 1878, estableciéndose en Europa durante dos años con el propósito de estudiar. En 1881 fue elegido diputado por la provincia de Santa Catarina y en 1885, fue nombrado presidente de la provincia de Paraná. En Curitiba fue uno de los responsables de la creación del primer parque de la ciudad, el Paseo Público, inaugurado el 2 de mayo de 1886 (víspera del día de entrega de su cargo). El 6 de septiembre de 1886 fue nombrado senador por Santa Catarina, al ser escogido por el Emperador para suceder a Jesuíno Lamego da Costa, segundo barón de Laguna. En el senado fue un fervoroso defensor de la abolición de la esclavitud.
Recibió el título nobiliario de vizconde de Taunay de manos del emperador Pedro II el 6 de septiembre de 1889. Con la proclamación de la República en ese mismo año, dejó la política para siempre.

## Carrera literaria y artística
En 1868 publicó su primer libro, Cenas de viagem, fruto de su experiencia durante la guerra. Participó de la Retirada de Laguna, sobre la cual escribió La Retraite de la Laguna, publicado en francés en 1872 y luego en portugués como A retirada da Laguna. Este libro alcanzó un gran éxito y se convirtió en un clásico de la literatura brasileña. En 1871 publicó Mocidade de Trajano, su primera novela, bajo el seudónimo de Sílvio Dinarte, que utilizó en la mayoría de sus obras de ficción. Al año siguiente publicó Inocência, su novela más célebre.
Crítico de las influencias de la literatura francesa, buscó promover el arte brasileño en el exterior. El 21 de agosto de 1883 solicitó a la cámara la autorización de apoyo económico para la realización de una sinfonía por Leopoldo Miguez en París, en los Conciertos Colonne. Promovió fuera de Brasil a Carlos Gomes, el primer músico americano cuya obra fue aceptada en Europa.
Fue Oficial de la Imperial Orden de la Rosa y Caballero de la Imperial Orden de San Benito de Avis y de la Imperial Orden de Nuestro Señor Jesucristo. También fue uno de los fundadores de la Academia Brasileña de Letras.
Taunay fue un prolífico autor de obras de ficción, sociología e historia, así como también compositor y ejecutante musical. 
Falleció el 25 de enero de 1899, debido a complicaciones diabéticas.

## Obras
Además de las listadas, su bibliografía incluye obras de historia, coreografía, etnología brasileña, cuestiones políticas y sociales.
Memorias y crónica
- Cenas de viagem: Exploração entre os rios Taquary e Aquidauana no districto: de Miranda : memoria descriptiva, 1868
- A Campanha da Cordilheira, 1869
- Diário do Exército, 1870
- A retirada da Laguna (episódio da guerra do Paraguai), 1874 (originalmente publicado en francés como La Retraite de la Laguna, en 1872)
- Céus e terras do Brasil, 1882
- Reminiscências, 1908 (póstumo)
- Trechos de minha vida, 1911 (póstumo)
- Viagens de outrora, 1921 (póstumo)
- Visões do sertão, descrições, 1923 (póstumo)
- Dias de guerra e do sertão, 1923 (póstumo)
- Homens e coisas do Império, 1924 (póstumo)

Novela
- Mocidade de Trajano, 1871 (bajo el seudónimo de Silvio Dinarte)
- Inocência, 1872
- Lágrimas do coração. Manuscrito de uma mulher, 1873
- Ouro sobre azul, 1875
- No declínio, 1889
- O encilhamento, 1894

Teatro
- Da mão à boca se perde a sopa, 1874
- Por un triz Coronel, 1880
- Amélia Smith, 1886

Cuentos
- Histórias brasileiras, 1874
- Narrativas militares, 1878

Ensayos y crítica
- Estudos críticos, 2 vols., 1881 y 1883
- Filologia e crítica, 1921 (póstumo)